# Öja, Ystads kommun
Öja är en före detta småort i Öja distrikt i Ystads kommun, Skåne län och kyrkby i Öja socken. Sedan 2015 räknas Öja som en del av tätorten Ystad i SCB:s statistik.
Öja kyrka ligger här. 
Sveriges statsminister 1936, Axel Pehrsson-Bramstorp, var född i Öja. Orten blev även uppmärksammad 1997 i samband med att det skånska dansbandet Brogrens gjorde låten "Vi har va'd i Öja".

## Befolkningsutveckling
| Befolkningsutvecklingen i Öja 1990–2010         | Befolkningsutvecklingen i Öja 1990–2010 | Befolkningsutvecklingen i Öja 1990–2010 | Befolkningsutvecklingen i Öja 1990–2010 | Befolkningsutvecklingen i Öja 1990–2010 |
| ----------------------------------------------- | --------------------------------------- | --------------------------------------- | --------------------------------------- | --------------------------------------- |
|                                                 |                                         |                                         |                                         |                                         |
| År                                              |                                         |                                         | Folkmängd                               | Areal (ha)                              |
| 1990                                            | 1990                                    |                                         | 62                                      | 6#                                      |
| 1995                                            | 1995                                    |                                         | 62                                      | 6#                                      |
| 2000                                            | 2000                                    |                                         | 57                                      | 6#                                      |
| 2005                                            | 2005                                    |                                         | 63                                      | 7#                                      |
| 2010                                            | 2010                                    |                                         | 63                                      | 7#                                      |
| Anm.: Sammanvuxen med Ystad 2015. # Som småort. |                                         |                                         |                                         |                                         |